# فيرين بازمابيرد (آراغاتسوتن)
مدينة فيرين بازمابيرد (بالإنجليزية: Verin Bazmaberd)‏ هي إحدى المدن التابعة لمقاطعة آراغاتسوتن في أرمينيا. يقدر عدد سكانها بـ 502 نسمة حسب الإحصاء الذي جرى عام 2011.